# Podonephelium homei
Podonephelium homei là một loài thực vật có hoa trong họ Bồ hòn. Loài này được (Seem.) Radlk. miêu tả khoa học đầu tiên năm 1877.